# 麻腮风三联疫苗
，大陆简稱麻腮风疫苗，是预防麻疹、腮腺炎、风疹（德國麻疹）的疫苗，由三種疾病病毒的活性減毒性病毒混合而成，是以注射的方式施打疫苗。麻腮风三联疫苗最早是由莫里斯·希勒曼在默克藥廠時所研發。

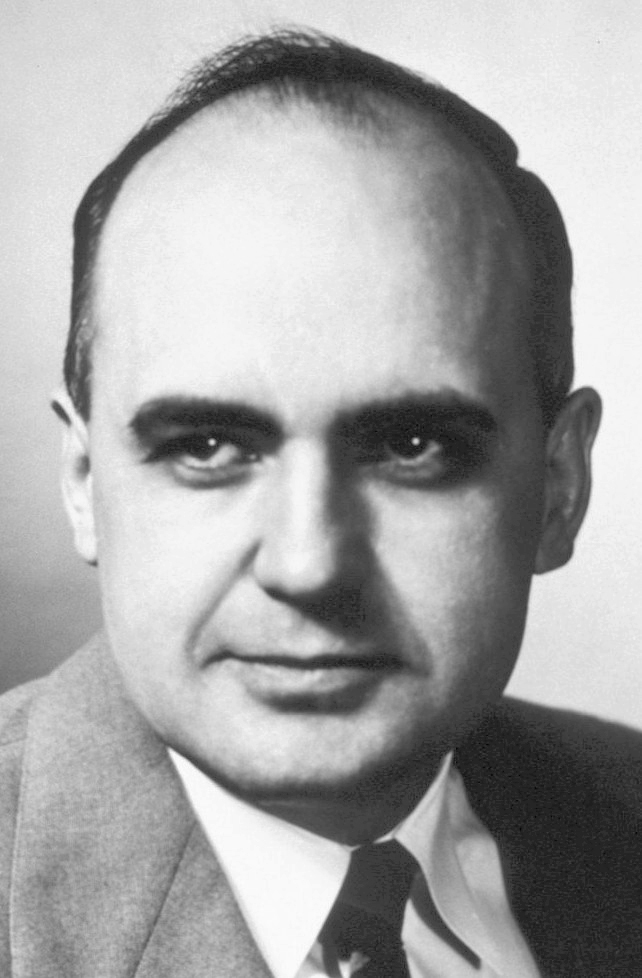
發明麻腮风三联疫苗的莫里斯·希勒曼

最早特許的麻疹疫苗是在1963年問世，在1968年出現了改良版的疫苗。腮腺炎疫苗及風疹疫苗分別是在1967年及1969年發明的。1971年時這三種疫苗合併為“三联疫苗”，也就是麻腮风三联疫苗。
麻腮风三联疫苗在1971年獲得美國的許可使用，在1989年開始引入第二劑的施打。自從1970年代出現的最原始版本起，麻腮风三联疫苗開始在世界各地廣為使用，已在超過六十個國家使用，數量超過五億劑。
麻腮风三联疫苗一般是給兒童施打的疫苗，第一劑一般是在一歲時施打，在入學前（大約四到五歲）會再施打第二劑。第二劑是為了小部份（約2至5%）施打第一劑後對麻疹還無法完全免疫的人施打，使其建立免疫力。不過施打疫苗的時程會隨各國而不同。一般也會建議針對部份感染HIV的成人病患施打麻腮风三联疫苗。

## 有效程度

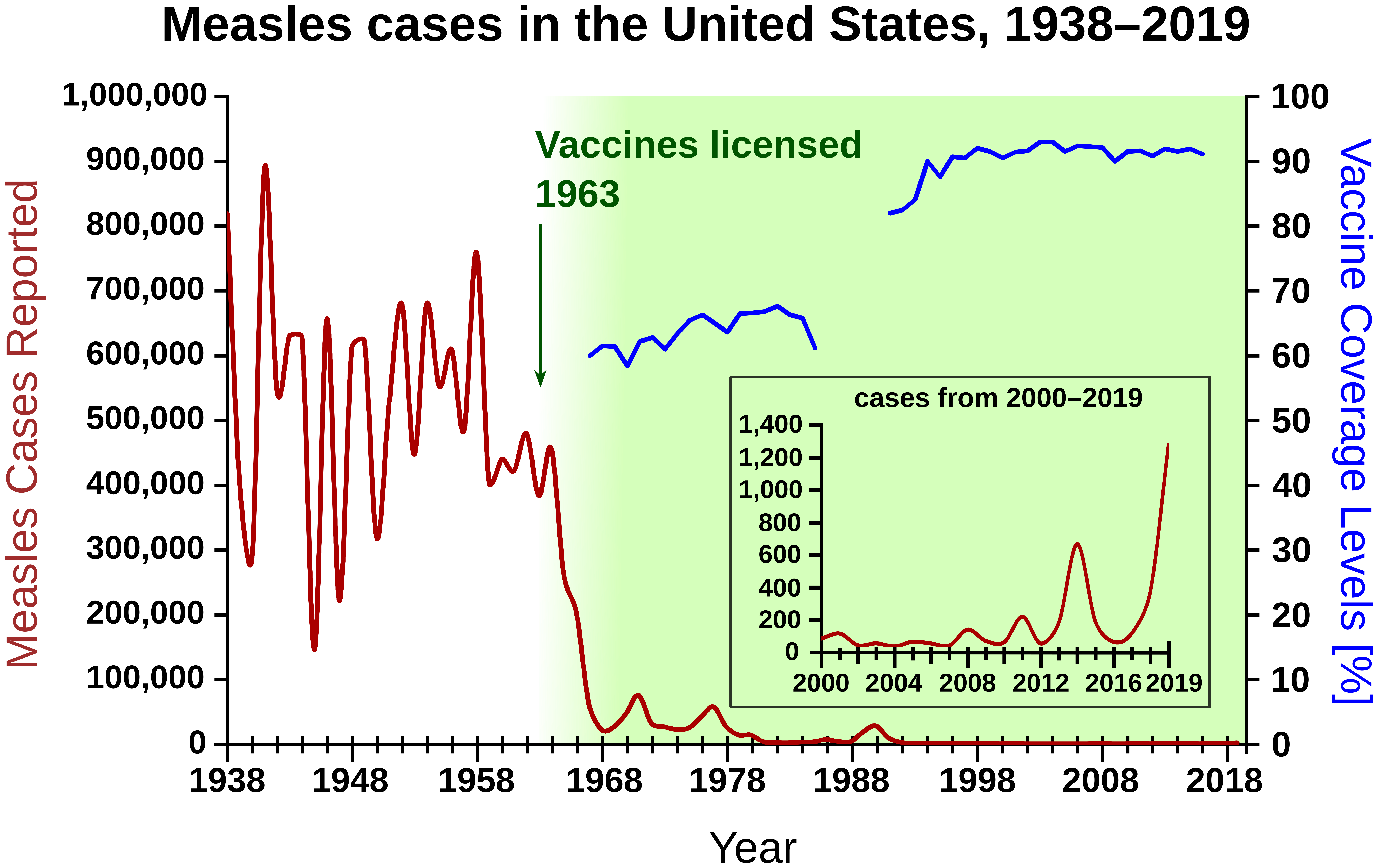
美國在開始使用麻疹疫苗後，每年病例顯著下降

在麻疹疫苗廣泛使用之前，麻疹是相当普遍的疾病，甚至被認為是「像死亡和稅一樣無法避免」。美國在1963年開始使用麻疹疫苗，每年的病例從數十萬人降到數萬人。1971年及1977年的麻疹疫情使得疫苗使用量上昇，在1980年代每年的病例降到數千人。在1990年又有三萬人感染麻疹，因此又推動了新一波的疫苗接種，並且在指定的時間再補打第二劑疫苗，在1997年至2013年時，每年的病例少於二百名，多半認為美國已不再流行麻疹。
麻疹疫苗對於預防疾病、殘障及死亡上的助益有相關文獻支持。在開始麻疹疫苗接種後的頭二十年，美國估計減少了5200萬名麻疹病例，減少了17,400名智能障礙病例、以及讓5,200人免於死亡。在1999年至2004年時，世界卫生组织及联合国儿童基金会推動的策略推昇了麻疹疫苗在全球的使用情形，估計每年減少了1400萬人死亡。在2000年至2013年之間，麻疹疫苗讓因為麻疹死亡的病例減少了75%。
麻疹在全球列為地方性流行病，雖然自2000年起美國宣告境內的麻疹已經消滅，不過為了要避免美國麻疹再度爆發，維持美國境內不再流行麻疹的情形，需要維持高疫苗注射率，也要和拒絕注射疫苗的人有良好的溝通。美國在2005年有66年麻疹病例，其中約超過一半的病例是因為一個沒有注射過疫苗的人，在去羅馬尼亞旅遊後感染了麻疹。而此感染者回到社區，接觸到許多也沒有注射過疫苗的兒童。這次的疫情造成34人感染，大部份是兒童，幾乎全部未接種疫苗，其中有9%住院，這些疫情造成的支出約美金167,685元。因為周圍社區的疫苗注射率高，因此避免了一波大規模的疫情。
流行性腮腺炎是另一種病毒性的疾病，多半發生在兒童身上，以往相關常見。若青春期的男性感染了腮腺炎，可能會造成睾丸炎的併發症，有些會導致不孕。

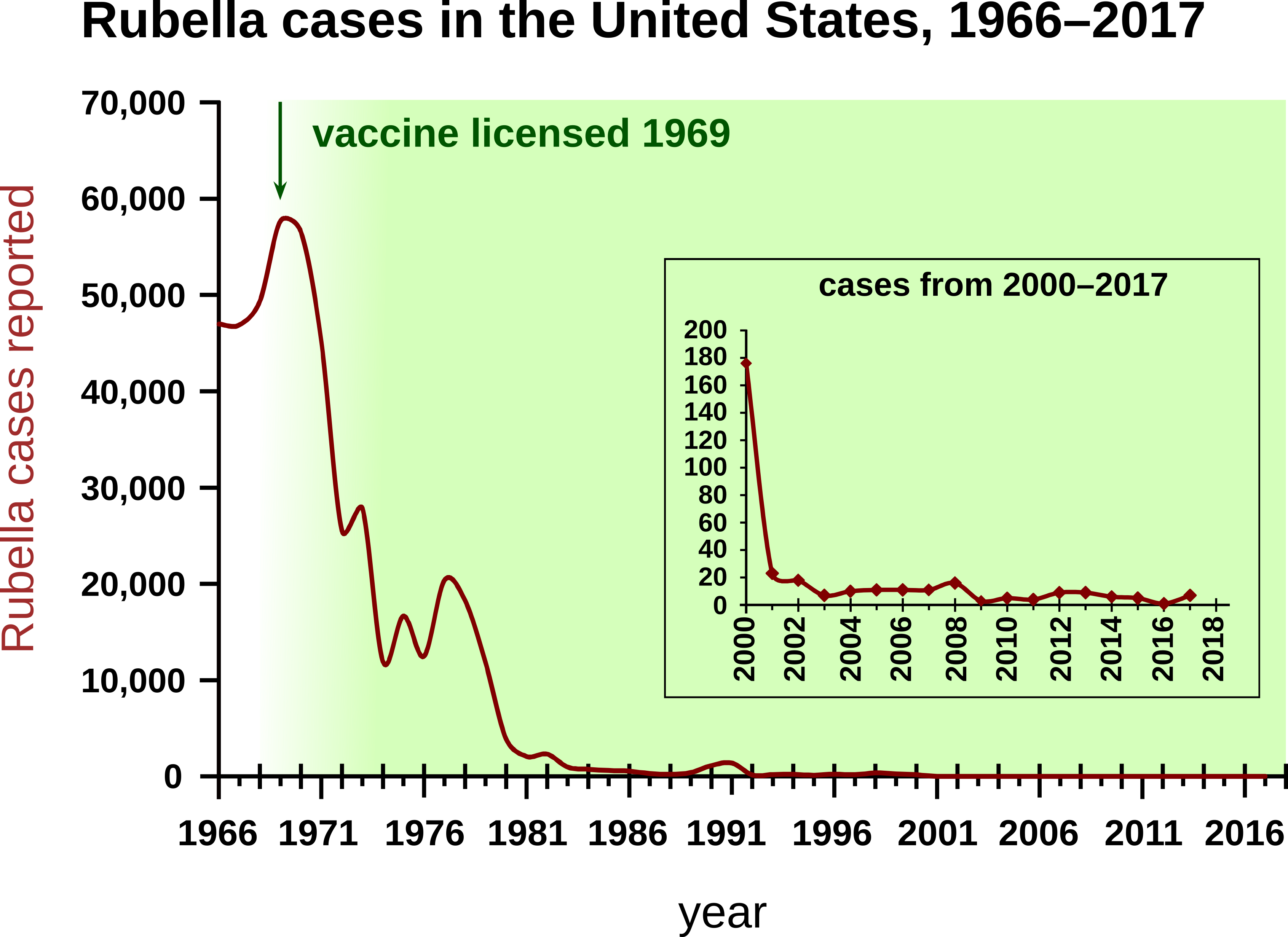
在導入風疹疫苗後，風疹的病例也快速下降

風疹在疫苗廣泛使用之前也是很普遍的疾病。風疹主要的風險是出現在懷孕時。若孕婦感染到，嬰兒會有先天性德國麻疹症候群，會有明顯的先天性障碍。
麻腮风三联疫苗導入的原因是用一劑疫苗代替三劑疫苗，減少注射次數以及帶來的疼痛，而且比三次不同時間注射三劑疫苗要更加快速以及有效。
2012年時，考科藍實證醫學資料庫發表了麻腮风三联疫苗科學研究的系統綜述，作者指出「現有麻腮风三联疫苗在安全性及有效程度上的證據支持目前大規模的免疫政策，目的是為了根除全球麻疹，並且降低腮腺炎和風疹的發病率和死亡率」。
腮腺炎和風疹會造成上呼吸道的疾病，也會造成肺炎以及支氣管炎的併發症。麻腮风三联疫苗也有助於控制慢性阻塞性肺病及哮喘，避免其加重。
香港於一九七八年開始風疹疫苗接種。自一九九〇年起為所有一歲兒童接種「麻疹、流行性腮腺炎及德國麻疹混合疫苗」（MMR疫苗），並於一九九六年引入接種兩劑MMR疫苗的方案，風疹個案宗數大幅下降。於二〇二一年五月二十一日獲世界衞生組織（世衞）西太平洋區域消除麻疹及風疹核查委員會確認，香港已達至中斷風疹病毒在本地傳播的目標。西太平洋其他已達至消除風疹的國家／地區分別為澳洲、文萊、澳門、新西蘭和韓國。

## 疫苗的研發、成份及接種

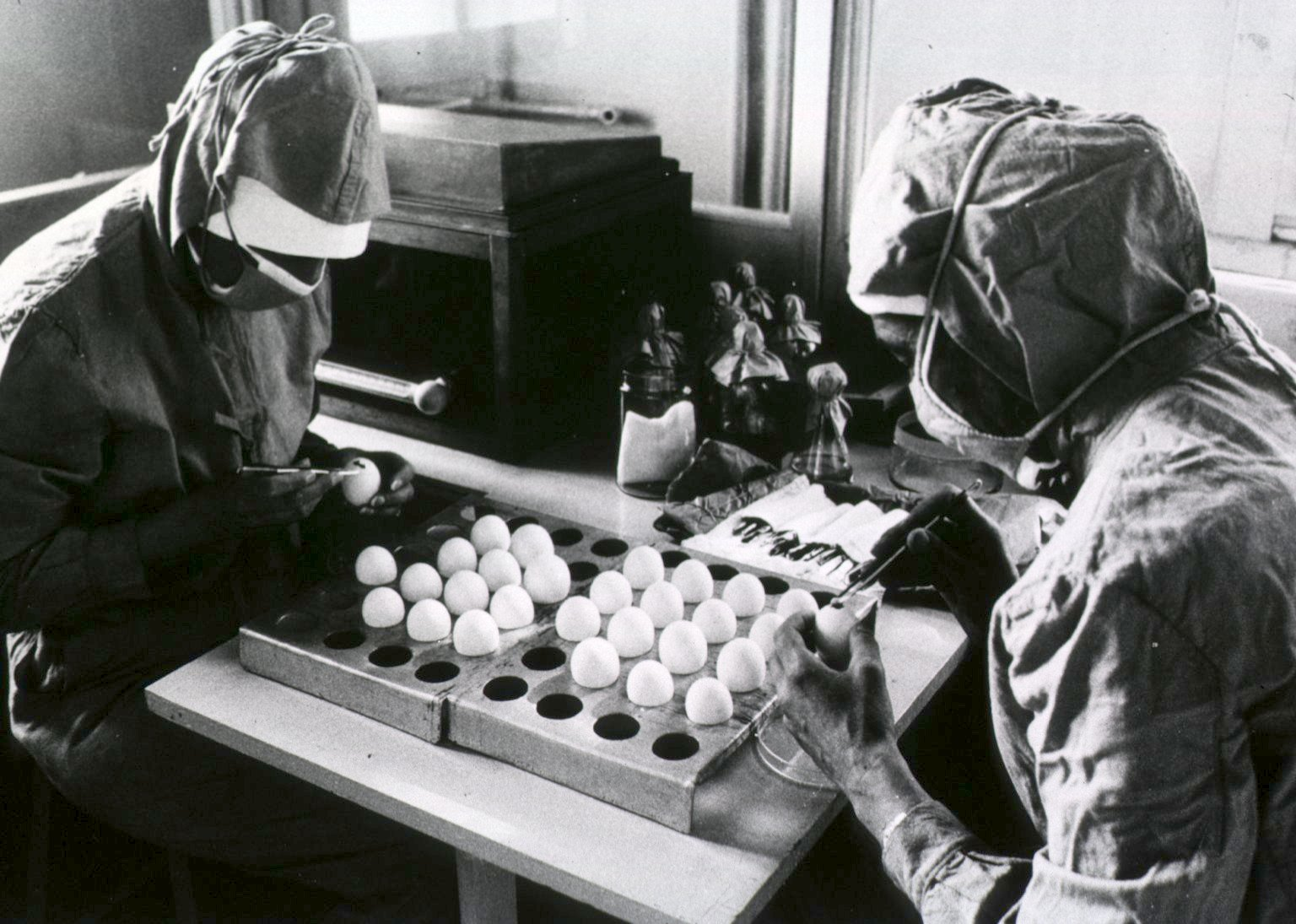
二個人在雞蛋上產生開口，制備麻疹疫苗

麻腮风三联疫苗的病毒株是由動物細胞及人體細胞來製造。活病毒需要動物細胞或人體細胞作為宿主來製造更多的病毒。
例如以腮腺炎和麻疹病毒來說，病毒是在雞蛋胚胎和雞胚胎細胞培養物中生長。因此開發了適合於雞蛋，不太適合在人體細胞中繁殖的病毒，稱為疫苗接種類型病毒株，也稱為「神經減毒」的病毒株，因為其對神經元的病毒性已較原始的病毒株要小。
風疹病毒成份Meruvax是在1967年研發，是用六年前發展的人胚肺細胞WI-38（得名自威斯塔研究所）制成。
| 預防疫病     | 疫苗         | 病毒株                         | 傳播媒介                | 培养基                                                      |
| ------------ | ------------ | ------------------------------ | ----------------------- | ----------------------------------------------------------- |
| 麻疹         | 麻疹疫苗     | Enders的減毒Edmonston病毒株    | 雞胚胎細胞培養          | Medium 199                                                  |
| 流行性腮腺炎 | Mumpsvax     | Jeryl Lynn（B級）病毒株        | 雞胚胎細胞培養          | Medium 199                                                  |
| 風疹         | 德國麻疹疫苗 | Wistar RA 27/3株活減毒風疹病毒 | WI-38人胎兒肺成纖維細胞 | MEM（包括緩衝鹽類、胎牛血清，人血清白蛋白和新黴素等的溶液） |

MMR II是以冷凍乾燥方式提供，其中包括活病毒。會在注射前和溶劑重新配製。
MMR疫苗是用皮下注射的方式接種。第二劑最早可以在第一劑後的一個月後接種。第二劑的目的是為了有2至5%在接種第一劑後無法產生抗體的人，使其產生免疫力。在美國會在進入幼稚園之前施打。

## 安全性
混合疫苗中的每一個疫苗成份都可能引發药物不良反应，不過很少有嚴重的症狀。有10%的兒童在接種第一劑疫苗後的5至21天內，會有發燒、全身乏力以及皮疹的症狀，有3%會有关节痛的症狀，平均會持續18天。成年女性接種後比較容易有关节痛、急性关节炎的情形，偶爾也有慢性关节炎的症狀。而全身型過敏性反應是此疫苗極端罕見，卻又嚴重的過敏性不良反应。蛋過敏可能是其中一種原因。美国食品药品监督管理局（FDA）在2014年核可在疫苗標籤上加注二個可能會有的不良反应，包括急性播散性脑脊髓炎（ADEM）以及横贯性脊髓炎，也允許在包裝中的夾頁說明中加注「難以走路」的不良反应。2012年的IOM報告指出麻疹腮腺炎德國麻疹混合疫苗中的麻疹疫苗成份可能會讓免疫能力較弱的人導致麻疹包涵体脑炎，此報告認為此混合疫苗和自閉症之間沒有任何關係。
有關神經系統疾病的不良反应案例很少，不過有一種包含Urabe腮腺炎菌株的麻疹腮腺炎德國麻疹混合疫苗，有證據顯示會產生罕見的无菌性脑膜炎（一種短期的輕微病毒型脑膜炎）。英國國民保健署因為此不良反应，已在1990年代初期停用Urabe腮腺炎菌株，改為使用Jeryl Lynn腮腺炎菌株。不過有許多國家仍然有使用Urabe腮腺炎菌株，而使用Urabe菌株的混合疫苗價格也較使用Jeryl Lynn菌株的混合疫苗要便宜很多，而且是效能較強的疫苗菌株，造成輕微副作用的比例較高，不過仍有讓整體不良反应案例降低的好處。
考科藍實證醫學資料庫的回顧研究發現，相較於安慰劑，使用麻疹腮腺炎德國麻疹混合疫苗後，上呼吸道感染的比例較低、過敏性比例較高、其他不良反應的比例差不多。
若是感染麻疹，常會有特发性血小板减少性紫癜（ITP）。若是接種麻疹腮腺炎德國麻疹混合疫苗，有1/25,000到1/40,000的比例會有特发性血小板减少性紫癜，發生比例較未接種疫苗者要高。六歲以下的ITP多半症狀輕微，很少有長期的後遺症。

### 有關可能引起自閉症的錯誤研究
安德魯·韋克菲爾德等人在1998年發表了有關12個小孩的欺詐研究，是在接種MMR疫苗後不久就出現了腸道症狀、自閉症或是其他疾病，引起有關疫苗安全性的爭議。2010年時，英國醫學總會發現韋克菲爾德的研究有不誠實的問題，原先刊登此一論文的《柳葉刀》期刊也已撤回此一論文，在論文撤回的三個月後，英國醫學總會因為安德魯·韋克菲爾德在該論文中蓄意作假，因此取消安德魯·韋克菲爾德的註冊醫師資格，禁止他在英國進行醫療行為。英國醫學期刊在2011年表示該研究是“欺詐性的”（fraudulent）。
其他同行評審的研究都無法找到MMR疫苗和自閉症之間的關係。美国疾病控制与预防中心、美国国家科学院的醫學研究所、英國的國民保健署及考科藍文獻回顧的結論都表示找不到證據表示MMR疫苗和自閉症有關係。
將疫苗分為三劑施打，不會降低出現不良反應的機率，反而增加了在注射第一劑疫苗後，因為其他二種疾病還沒有免疫力而罹病的風險。醫療專家也批評媒體對於MMR疫苗爭議的報導造成疫苗接種率的下降。在韋克菲爾德研究發表之前，英國接種MMR疫苗的比例為92%，在該研究發表後，接種比例降到80%以下。在1998年全英國有56個麻疹病例，而2008年則有1348個病例，有二個確診的死亡病例。
日本已不注射麻疹腮腺炎德國麻疹混合疫苗。他們分為二劑施打，一劑是針對麻疹及德國麻疹的混合疫苗，另一劑是腮腺炎疫苗。在疫苗分為二劑施打後，診斷出自閉症的比例仍在繼續上昇，兩者找不到關連性。
美國有些名人會發表反疫苗接種的言論，包括演員珍妮·麥卡錫和。

## MMRV疫苗
麻疹、流行性腮腺炎、德國麻疹及水痘混合疫苗（MMRV疫苗）是麻疹、流行性腮腺炎、德國麻疹及水痘的混合疫苗，目前為了減少接種次數，已有提出用此疫苗代替麻疹腮腺炎德國麻疹混合疫苗注射的構想。前期資料中指出MMRV疫苗的熱性痙攣比例為每一萬人中有9例，而MRV疫苗及水痘疫苗分開接種時，每一萬人中會有4例，因此美國衛生官員不建議用MMRV疫苗取代分開接種的MMR疫苗及水痘疫苗。
在2012年的研究中，針對兒科醫生及家庭醫生進行問卷，確認其對於MMRV疫苗可能會增加熱性痙攣風險的瞭解程度。74%的兒科醫生及家庭醫生不知道有較高熱性痙攣的風險。在閱讀相關聲明後，只有7%的家庭醫生及20%的兒科醫生會建議12至15個月的嬰幼兒接種MMRV疫苗。此一因素也被列為決定使用MMRV疫苗或是MMR疫苗及水痘疫苗分開接種的最重要考慮因素（73%的家庭醫生及77%的兒科醫生）。